# Darfur Zachodni
Darfur Zachodni (arab. غرب دارفور = Gharb Darfur) – prowincja w zachodnim Sudanie.
W jej skład wchodzi 7 dystryktów:
1. Kulbus
2. Al-Dżunajna
3. Zallindżi
4. Dżabal Marra
5. Habilla
6. Wadi Salih
7. Mukdżar